# HMS Tynedale (L96)
HMS Tynedale (L96) là một tàu khu trục hộ tống lớp Hunt của Hải quân Hoàng gia Anh Quốc. Nó nằm trong nhóm đầu tiên trong lớp tàu này, và bị phát hiện là không ổn định, nên phải được cải biến đáng kể trước khi đưa ra phục vụ trong Chiến tranh Thế giới thứ hai. Tynedale bị chiếc tàu ngầm U-boat Đức U-593 đánh chìm tại vùng bờ biển Bắc Phi vào ngày 12 tháng 12 năm 1943. Nó là chiếc tàu chiến duy nhất của Hải quân Hoàng gia mang cái tên HMS Tynedale.

## Thiết kế và chế tạo
Tynedale được đặt hàng trong Chương trình Chế tạo Hải quân 1939 vào ngày 11 tháng 4 năm 1939, và được chế tạo tại xưởng tàu của hãng Alexander Stephens and Sons ở Govan, Glasgow, Scotland. Con tàu được đặt lườn vào ngày 27 tháng 7 năm 1939 và hạ thủy vào ngày 5 tháng 6 năm 1940. Nó hoàn tất và nhập biên chế cùng Hải quân Hoàng gia vào ngày 2 tháng 12 năm 1940. Con tàu được cộng đồng dân cư Hexham tại Northumberland đỡ đầu trong khuôn khổ cuộc vận động gây quỹ Tuần lễ Tàu chiến vào tháng 2 năm 1942.

## Lịch sử hoạt động

### 1941
Tynedale chủ yếu được sử dụng trong vai trò hộ tống vận tải và tuần tra, thoạt tiên trong thành phần Chi hạm đội Khu trục 1, đặt căn cứ tại Portsmouth. Vào ngày 11 tháng 3 năm 1941, nó bị hư hại do một đợt không kích của Không quân Đức xuống Portsmouth, khiến không thể hoạt động chín ngày. Đến ngày 15 tháng 12, con tàu được điều sang Chi hạm đội Khu trục 15 đặt căn cứ tại Plymouth.

### 1942
Tynedale đã tham gia cuộc Đột kích St. Nazaire vào ngày 27 tháng 3 năm 1942 trong thành phần hộ tống cho tàu khu trục Campbeltown (I42) và các tàu đổ bộ nhỏ khác xâm nhập cảng. Trên đường đi đến mục tiêu về phía Tây Nam nó trông thấy chiếc tàu ngầm U-boat Đức U-593, thoạt tiên tấn công đối phương bằng mìn sâu, rồi sau đó bằng hải pháo sau khi đối thủ buộc phải nổi lên mặt nước. Tuy nhiên, U-593 đã xoay xở lặn xuống và trốn thoát; chính con tàu này sẽ đánh chìm Tynedale một năm rưỡi sau đó. Khi gặp gỡ trở lại các tàu sống sót bên ngoài cảng sau cuộc đột kích, nó đã cùng tàu khu trục Atherstone (L05) đối đầu với năm xuồng phóng lôi Đức thuộc Chi hạm đội 5.
Tynedale quay trở lại Plymouth vào ngày 29 tháng 3 cùng những con tàu còn sống sót, được sửa chữa trước khi quay trở lại hoạt động vào ngày 18 tháng 4, tiếp tục nhiệm vụ hộ tống vận tải tại Khu vực Tiếp cận Tây Nam. Vào ngày 14 tháng 5, nó đụng độ với tàu tuần dương phụ trợ Đức Stier và nằm trong thành phần những con tàu đã đánh chìm đối phương, cho dù chỉ trong vai trò hỗ trợ. Nó cũng tham gia trong vai trò hỗ trợ cho việc đánh chìm chiếc tàu tuần dương phụ trợ Đức Komet vào tháng 10.

### 1943
Tynedale được điều sang phục vụ tại Địa Trung Hải trong thành phần Đội khu trục 59, gia nhập đơn vị này vào ngày 8 tháng 3 năm 1943, và đã bảo vệ cho các đoàn tàu vận tải đi lại giữa Gibraltar và Algérie. Nó đã hoạt động như một tàu đánh chặn trong Chiến dịch Husky, cuộc đổ bộ của lực lượng Đồng Minh lên Sicily, Ý, và đã giúp vào việc cứu vớt 218 hành khách sống sót từ chiếc tàu chở hàng Hà Lan Felix Jan Van Manix bị trúng ngư lôi và đắm vào tháng 10.
Đang khi làm nhiệm vụ hộ tống cho Đoàn tàu KMS34 vào ngày 12 tháng 12 năm 1943 ngoài khơi Jijel, Algeria, Tynedale trúng ngư lôi phóng từ tàu ngầm U-593 dưới quyền chỉ huy của Thiếu tá Hải quân Gerd Kelbling, chính là chiếc tàu ngầm đã bị nó gây hư hại tại St. Nazaire. Chiếc tàu khu trục đắm sau khi bị vỡ làm đôi, và cho dù có những nỗ lực cứu hộ từ các tàu bạn, 73 người gồm bảy sĩ quan và 66 thủy thủ đã thiệt mạng. U-593 sau đó còn đánh chìm Holcombe (L56), một tàu khu trục lớp Hunt khác, trước khi nổi lên mặt nước và đầu hàng vào ngày 13 tháng 12.